# Vulpavoides
Vulpavoides is geslacht van uitgestorven zoogdieren uit de familie Paroxyclaenidae die tijdens het Eoceen in Europa leefden.

## Fossiele vondsten
Fossielen van Vulpavoides zijn gevonden in het Geiseldal in Duitsland (V. germanica), Bouxwiller in Frankrijk (V. vanvaleni) en Egerkingen in Zwitserland (V. simplicidens). De vondsten dateren uit Midden-Eoceen (European land mammal ages Geiseltalian en Robiacian).

## Kenmerken
Vermoedelijk was Vulpavoides een frugivoor. Het lichaamsgewicht wordt geschat op circa 1 kilogram voor V. vanvaleni, 1,4 kg voor V. simplicidens en 2 kg voor V. germanica.